# Kafka (musikgrupp)
Kafka var en svensk musikgrupp från  Landskrona som spelade tidig svensk syntmusik. Många av instrumenten tillverkades speciellt för olika låtar och även sequencer-programvaran var programmerad av gruppmedlemmarna själva. En remix av låten "Linjestörning" från 1982 gavs ut på SEMA (Swedish Electronic Music Awards) 1998. Bandet bildades 1980 och var aktivt till 1982.

## Instrument
Instrument:: 2 st Korg Ms-20, 1 st Korg Vocoder, 1 st Trummaskin Roland TR-808 dator: 1 st Apple II med tillhörande expansionskort med hemmabyggt D/A och io kort och egenprogrammerad sequencer. inspelat på Fostex 4-kanals däck. 

## Medlemmar
- Gumse - sång, Apple II, Korg Ms-20
- Hilding - sång, Korg Ms-20, Korg-Vocoder
- Lazlo - sång, Polysynth Siel Cruise

## Diskografi
- 1980 - Bisarr Interiör
- 1981 - Tidens Tempel